# Herb Olafsson
Herbert Benedikt Olafsson, detto Herb (Winnipeg, 2 giugno 1933 – Winnipeg, 21 aprile 1992), è stato un cestista canadese.

## Carriera
Con il Canada ha disputato i Campionati del mondo del 1954, dove ha segnato 59 punti in 9 partite, e i Giochi panamericani del 1959.
È stato introdotto nel 1985 nella Manitoba Basketball Hall of Fame.